# Olivier Roy (Eishockeyspieler)
Olivier Bellavance-Roy (* 12. Juli 1991 in Causapscal, Québec) ist ein kanadischer Eishockeytorwart, der seit August 2025 bei den 3L de Rivière-du-Loup aus der semiprofessionellen Ligue Nord-Américaine de Hockey (LNAH) unter Vertrag steht. Zuvor war Roy unter anderem fast fünf Jahre für die Augsburger Panther in der Deutschen Eishockey Liga (DEL) aktiv und verbrachte ebenso lange in der Erste Bank Eishockey Liga (EBEL) bzw. ICE Hockey League.

## Karriere

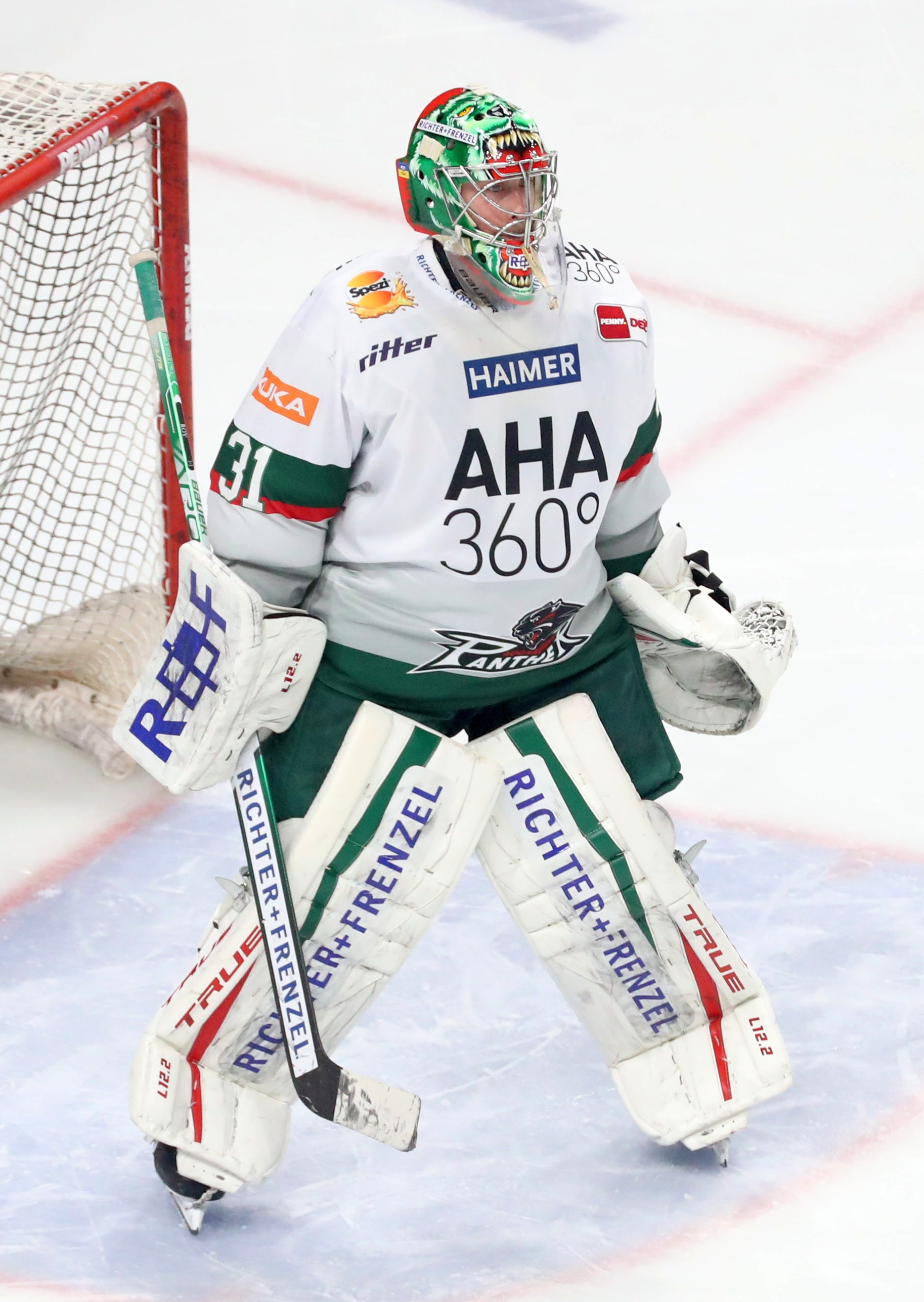
Roy im Trikot der Augsburger Panther (2022)

Olivier Roy kam in kanadischen Jugend- und Juniorenteams aus Causapscal, Rivière-du-Loup, Sydney und Bathurst zum Einsatz, wobei er mit den Cape Breton Screaming Eagles und Titan d’Acadie-Bathurst in der höchstkategorisierten Juniorenliga Ligue de hockey junior majeur du Québec (LHJMQ) spielte. In den Playoffs des Jahres 2008 erreichte der Torwart eine Fangquote von 91,4 %, kam ins All-Rookie Team der Liga und wurde als Rookie des Jahres mit der Coupe RDS sowie der Trophée Raymond Lagacé als Defensive Rookie des Jahres gewählt. Vom Juniorenligen-Dachverband Canadian Hockey League wurde er ebenfalls für das All-Rookie Team ausgewählt.
Im NHL Entry Draft 2009 wurde das Talent in der fünften Runde von den Edmonton Oilers aus der National Hockey League (NHL) ausgewählt und war in der Folge für deren Farmteams, die Springfield Falcons und Oklahoma City Barons, in der American Hockey League (AHL) aktiv. Bei der U20-Junioren-Weltmeisterschaft 2011 gewann er mit dem kanadischen U20-Team die Silbermedaille. Zudem erhielt er Einsätze in der ECHL, wo er mit den Alaska Aces im Frühjahr 2014 den Kelly Cup gewann sowie 2015 als Torhüter der Idaho Steelheads ins ECHL All-Star Game gewählt wurde. Sein bis dahin bestes Fangergebnis erzielte er in der Saison 2012/13 für die Stockton Thunder, als er in der regulären Saison eine Quote von 96,1 % erreichte.
Im Sommer 2015 wurde der Kanadier vom slowenischen Verein HDD Olimpija Ljubljana aus der Erste Bank Eishockey Liga (EBEL) verpflichtet, gewann mit der Mannschaft die slowenische Meisterschaft und erreichte in den Playoffs der nationalen Liga eine Fangquote von 98,8 %. In der EBEL blieben die Laibacher zwar erfolglos, doch erzielte Roy in der Hauptrunde 91,8 %. Nach der Saison wurde Roy vom österreichischen Ligakonkurrenten EC VSV unter Vertrag genommen. Nach einem Jahr in Villach wechselte Roy zur Saison 2017/18 zu den Eispiraten Crimmitschau in die zweithöchste deutsche Spielklasse, die DEL2. Bei den Eispiraten zeigte er hervorragende Leistungen und trug maßgeblich zum sportlichen Erfolg bei. Daher wurde er auch für höherklassige Klubs interessant und wurde im November 2017 von den Augsburger Panthern aus der DEL abgeworben.
Im Mai 2022 verließ er die Panther nach fünf Jahren und kehrte in die nun unter dem Namen ICE Hockey League firmierende, ehemalige EBEL zurück. Dort heuerte der Torhüter beim ungarischen Teilnehmer Fehérvár AV19 aus Székesfehérvár an. Im Juni 2024 gab der HC Pustertal die Verpflichtung Roys bekannt. Bereits Ende Januar 2025 wechselte der Kanadier erneut den Verein, als er sich nach neun Einsätzen für den HCP den Eisbären Regensburg aus der DEL2 anschloss, die ihn bis zum Saisonende unter Vertrag nahmen. Im August kehrte der Schlussmann nach insgesamt zehn Jahren im europäischen Ausland nach Nordamerika zurück. Dort schloss er sich den 3L de Rivière-du-Loup aus der semiprofessionellen Ligue Nord-Américaine de Hockey (LNAH) in seiner Heimatprovinz Québec an.

## Erfolge und Auszeichnungen
- 2008 Coupe RDS
- 2008 Trophée Raymond Lagacé
- 2008 LHJMQ All-Rookie Team
- 2008 CHL All-Rookie Team
- 2009 Teilnahme am CHL Top Prospects Game
- 2014 Kelly-Cup-Gewinn mit den Alaska Aces
- 2014 ECHL-Torwart des Monats Oktober
- 2015 Teilnahme am ECHL All-Star Game
- 2016 Slowenischer Meister mit dem HDD Olimpija Ljubljana
- 2016 Slowenischer Pokalsieger mit dem HDD Olimpija Ljubljana
- 2017 Spengler-Cup-Gewinn mit dem Team Canada (ohne Einsatz)

### International
- 2011 Silbermedaille bei der U20-Junioren-Weltmeisterschaft

## Karrierestatistik
Stand: Ende der Saison 2024/25

### International
Vertrat Kanada bei:
- World U-17 Hockey Challenge 2008
- U20-Junioren-Weltmeisterschaft 2011

(Legende zur Torhüterstatistik: GP oder Sp = Spiele insgesamt; W oder S = Siege; L oder N = Niederlagen; T oder U oder OT = Unentschieden oder Overtime- bzw. Shootout-Niederlage; Min. = Minuten; SOG oder SaT = Schüsse aufs Tor; GA oder GT = Gegentore; SO = Shutouts; GAA oder GTS = Gegentorschnitt; Sv% oder SVS% = Fangquote; EN = Empty Net Goal; 1 Play-downs/Relegation; Kursiv: Statistik nicht vollständig)